# Schizomyia sesami
Schizomyia sesami är en tvåvingeart som beskrevs av Barnes 1939. Schizomyia sesami ingår i släktet Schizomyia och familjen gallmyggor.
Artens utbredningsområde är Tanzania. Inga underarter finns listade i Catalogue of Life.